# 장벽

전세계의 대규모 장벽 현황.

장벽(障壁, separation wall)은 무언가 둘 사이의 통행을 방해하기 위해 가리어 막은 벽이다. 대개 벽의 형태지만 바리케이드나 철책의 형태를 취할 수도 있다. 국경을 따라 쌓은 장벽을 특히 국경장벽이라고 한다.
고대로부터 장벽 건설이 이루어졌는데, 예컨대 로마 제국은 게르만족을 비롯한 이민족의 출입을 막기 위해 국경지대에 리메스라는 장벽을 세웠다. 오늘날에는 국경장벽 뿐 아니라 분쟁지역에서 분쟁당사자들이 서로 물리적으로 접촉하지 못하도록 분리하는 장벽도 건설된다. 북아일랜드의 평화선이나 상파울루의 빈민가와 부촌 사이의 장벽, 키프로스와 북키프로스 사이의 녹색선 등이 이런 장벽에 속한다.

## 예
- 로마벽
- 유엔 키프로스 완충 지대
- 이집트-가자 장벽
- 통제선
- 이스라엘 요르단강 서안 지구 분리 장벽
- 쿠웨이트-이라크 장벽
- 사우디-예멘 장벽
- 시리아-튀르키예 장벽
- 평화선 (북아일랜드)
- 멕시코-미국 장벽
- 모로코 장벽

### 과거의 장벽
- 베를린 장벽

## 같이 보기
- 방벽
- 완충 지대